# Hypomecia syriaca
Hypomecia syriaca är en fjärilsart som beskrevs av Rothschild. Hypomecia syriaca ingår i släktet Hypomecia och familjen nattflyn. Inga underarter finns listade i Catalogue of Life.